# Реаско, Джоркаефф
Джоркаефф Не́йсер Реа́ско Гонса́лес (исп. Djorkaeff Néicer Reasco González; род. 18 января 1999, Кито) — эквадорский футболист, нападающий клуба «Ньюэллс Олд Бойз» и сборной Эквадора.
Назван в честь чемпиона мира по футболу 1998 года в составе сборной Франции Юрия Джоркаеффа.

## Клубная карьера
Реаско — воспитанник клуба ЛДУ Кито. 12 ноября 2016 года в матче против «Фуэрса Амарилья» он дебютировал в эквадорской Примере. 2 декабря 2017 года в поединке против «Депортиво Куэнка» Джоркаефф забил свой первый гол за ЛДУ Кито. В 2018 году он стал чемпионом Эквадора. В начале 2020 года Реаско перешёл в мексиканский «Дорадос де Синалоа» на правах аренды. 16 февраля в поединке против «Симарронес де Сонора» он дебютировал в Лиге Ассенсо. 26 августа в поединке против «Алебрихес де Оахака» Джоркаефф забил свой первый гол за «Дорадос де Синалоа». По окончании аренды он вернулся в ЛДУ Кито.
В начале 2022 года Реаско перешёл в аргентинский «Ньюэллс Олд Бойз». 21 февраля в матче против «Ривер Плейта» он дебютировал в аргентинской Примере. 

## Международная карьера
28 октября 2021 года в товарищеском матче против сборной Мексики Реаско дебютировал за сборную Эквадора.

## Статистика

### Сборная
| Эквадор | Эквадор | Эквадор |
| Год     | Игры    | Голы    |
| ------- | ------- | ------- |
| 2021    | 2       | 0       |
| 2022    | 3       | 0       |
| Всего   | 5       | 0       |

| № | Дата                | Оппонент  | Счёт | Голы | Ассисты | Карточки | Минуты     | Соревнование           |
| - | ------------------- | --------- | ---- | ---- | ------- | -------- | ---------- | ---------------------- |
| 1 | 28 октября 2021     | Мексика   | 3:2  | —    | 1       | —        | 25'( 65')  | Товарищеский матч      |
| 2 | 11 ноября 2021      | Венесуэла | 1:0  | —    | —       | —        | 64'( 64')  | Отбор ЧМ-2022-КОНМЕБОЛ |
| 3 | 27 сентября 2022    | Япония    | 0:0  | —    | —       | —        | 1'( 90+1') | Товарищеский матч      |
| 4 | 12 ноября 2022      | Ирак      | 0:0  | —    | —       | 82'      | 45'( 46')  | Товарищеский матч      |
| 5 | 29 ноября 2022 года | Сенегал   | 1:2  | —    | —       | —        | 26'( 64')  | ЧМ-2022 (группа A)     |

Итого: сыграно матчей: 5 / забито голов: 0; победы: 2, ничьи: 2, поражения: 1.